# Dinastia antipátrida

Diádocos

A dinastia antipátrida foi uma dinastia macedônica fundada por Cassandro, filho de Antípatro, que se autodeclarou rei da Macedônia em 302 a.C. Essa dinastia não durou muito: em 294 a.C., foi substituída pela dinastia antigônida, cujos membros provaram ser governantes mais eficientes.
Membros da Dinastia Antipátrida:
- Antípatro
- Cassandro da Macedônia (305 - 297 a.C.)
- Filipe IV da Macedônia (297 a.C.)
- Alexandre V da Macedônia (297 - 294 a.C.)
- Antípatro II da Macedônia (297 - 294 a.C.)
- Antípatro Etésias (279 a.C.)
- Sóstenes da Macedônia (279 - 277 a.C.)